# ناصر میرقوامی
ناصر میرقوامی وزنه‌بردار اهل ایران بوده است.
وی در بازی‌های المپیک تابستانی ۱۹۴۸ در وزن Middleweight شرکت کرده و با مهار وزنه ۹۵ کیلوگرم در یک‌ضرب و ۱۳۰ کیلوگرم در دو دوضرب در رده سیزدهم قرار گرفته است.